# Epione fulva
Epione fulva là một loài bướm đêm trong họ Geometridae.